# Катакамас
Катакамас (на испански: Catacamas) е град в департамент Оланчо, Хондурас. Населението на града през 2010 година е 44 198 души.